# KC Doorn
KC Doorn (ook wel afgekort tot KCD) is de lokale korfbalvereniging uit Doorn, gemeente Utrechtse Heuvelrug. De afkorting KCD staat voor Korfbal Club Doorn. De club werd opgericht in 1951 en oefent en speelt op sportpark Tuilland, ten oosten van Doorn. Voor de zaalcompetitie wordt gebruik gemaakt van sporthal Steinheim.
Per augustus 2021 heeft KCD 4 seniorenteams. Twee teams spelen wedstrijdklasse (3e klasse en reserve 3e klasse). De twee andere seniorenteams komen uit in de breedteklasse. De club heeft 5 jeugdteams in de leeftijdscategorieën A, B, C, D en Kangoeroes (jonge jeugd). Alle teams van KCD spelen op zaterdag wedstrijden. Op maandagen en woensdagen wordt er getraind.
In 2021 won KCD 'Club van het jaar' binnen de gemeente Utrechtse Heuvelrug.

## Competitie

### Seizoen 2019/2020
KCD telde dit jaar nog 1 wedstrijdklasse team. Onder begeleiding van een nieuwe hoofdcoach en enkele nieuwe spelers was het gelukt om tijdens de zaalcompetitie kampioen te worden en zodoende te promoveren van 4e klasse naar 3e klasse. Op het veld werd het kampioenschap door een mindere eerste helft niet behaald, waardoor KCD op het veld in de 4e klasse blijft spelen.

### Seizoen 2020/2021
Voor het eerst sinds lange tijd kwam KCD uit met 2 teams in de wedstrijdklasse. Beide teams hadden een sterke start van het jaar en stonden bovenaan in de poule. In verband met de coronacrisis is de competitie niet afgemaakt. Het zaalseizoen was dit jaar nooit gestart.

### Seizoen 2021/2022
In verband met de hoge posities in de poules van het voorgaande niet afgemaakte seizoen mogen beide wedstrijdklasse teams van KCD uitkomen in de 3e klasse op het veld. De competitie gaat van start op 11 september 2021.